# Latham 47
Die Latham 47 war ein zweimotoriges französisches Flugboot der Société Latham & Cie in Doppeldeckerbauweise.
Bekannt wurde dieser Typ, als eine dieser Maschinen 1928 bei der Suche nach dem verschollenen Luftschiff Italia spurlos in der Arktis nahe der Bäreninsel verschwand. Dabei starben der berühmte Polarforscher Roald Amundsen und alle Besatzungsmitglieder.

## Geschichte

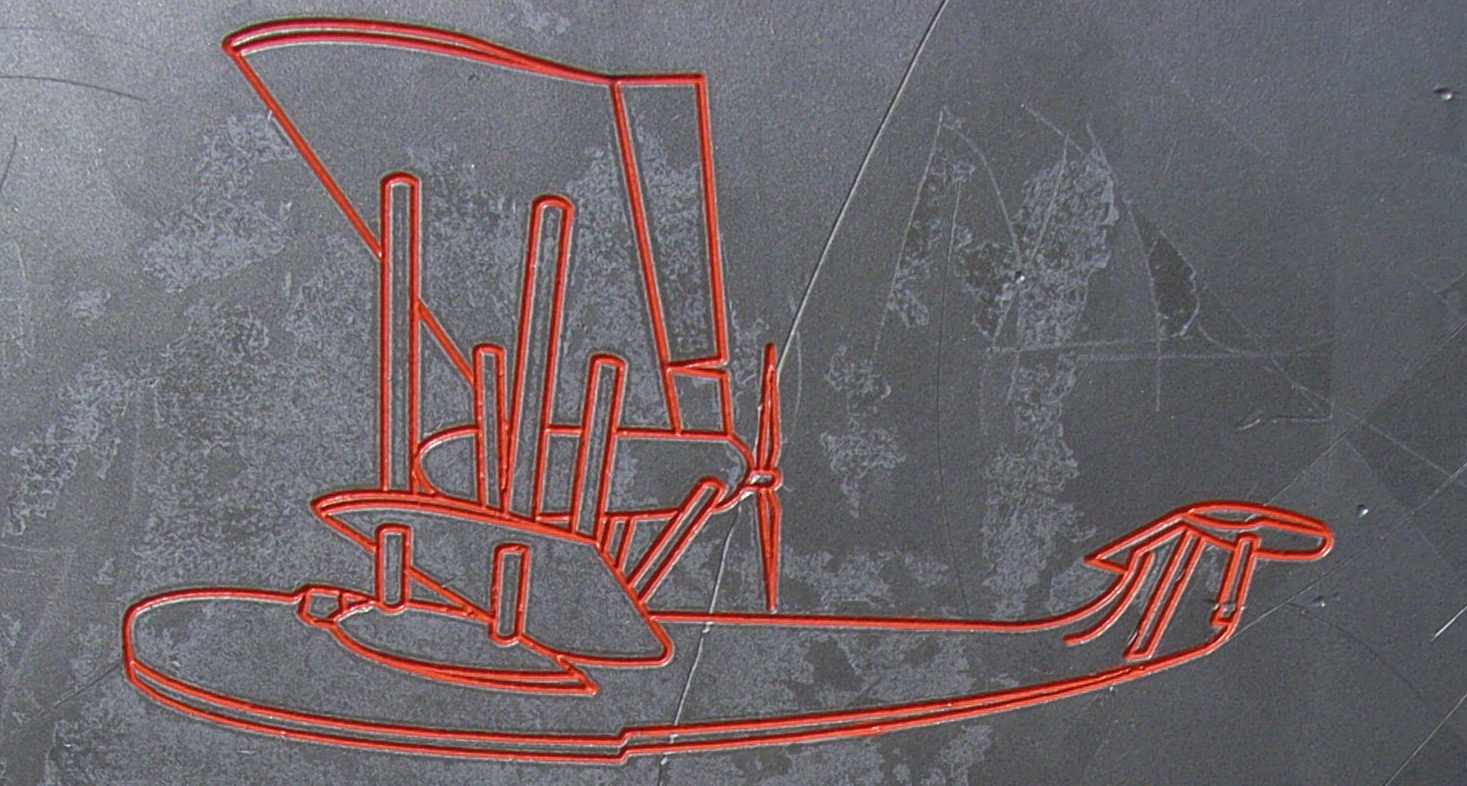
Gravur der Latham 47 auf einer Gedenktafel

Die Latham 47 wurde von Jean Latham in Caudebec-en-Caux für die französische Marine entwickelt, insgesamt wurden 13 Maschinen hergestellt. Jean Latham war der Cousin des Luftfahrtpioniers Hubert Latham. Hubert Latham wurde durch seine Antoinette VII bekannt, mit der er bei seinem Flug über den Ärmelkanal 1909 notwassern musste.

### Rettungseinsatz für das LuftschiffItalia

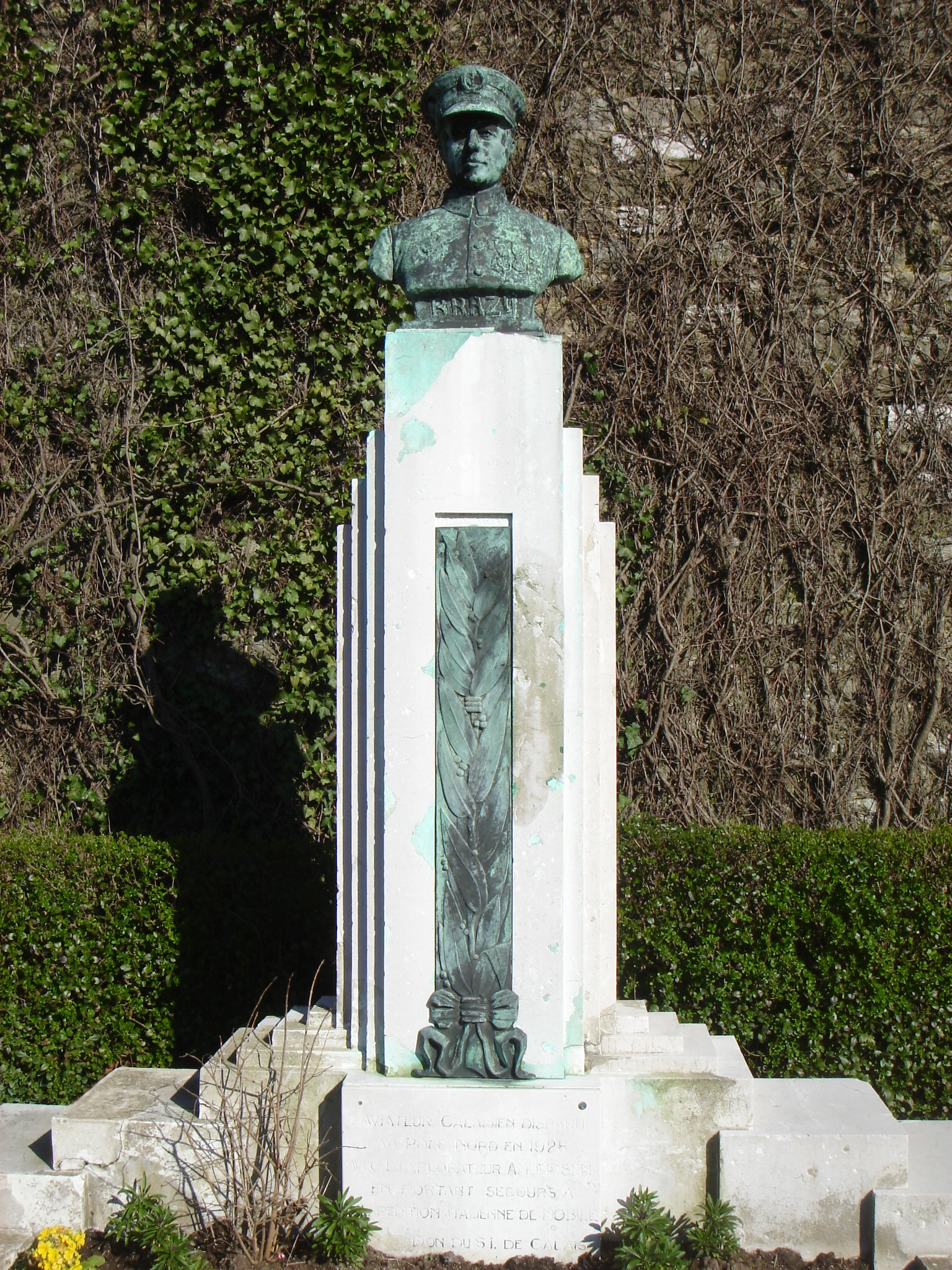
Denkmal für den verschollenen Gilbert Brazy in Calais

Im Rahmen der internationalen Aktion zur Rettung der Nobile-Nordpolexpedition Ende Mai 1928 startete auf Befehl des französischen Marineministers Georges Leygues am 16. Juni 1928 eine Latham 47 in Richtung Bergen in Norwegen. An Bord waren der Pilot René Guilbaud, der Funker Valette, Lieutenant de Cuverville und der Flugzeugmechaniker Gilbert Brazy.
Nach einem kurzen Zwischenstopp in Bergen ging es weiter nach Tromsø. Am 18. Juni stiegen dort Roald Amundsen und der Pilot Leif Dietrichson zu. Die Maschine startete nach einigen Startversuchen Richtung Spitzbergen, erreichte ihr Ziel jedoch nicht. Man fand später einen der Schwimmer, der Bearbeitungsspuren aufwies. Wahrscheinlich hatten Amundsen und seine Gefährten sich damit zu retten versucht.
1931 wurde ein großes Flugzeugmonument der Latham 47 in der französischen Stadt Caudebec-en-Caux errichtet. In Calais wurde 1929 am Fort Risban zum Gedenken an den Mechaniker Brazy eine Stele mit Bronzebüste aufgestellt und eine Straße nach ihm benannt.

## Technische Daten
| Kenngröße             | Daten                     |
| --------------------- | ------------------------- |
| Besatzung             | 4                         |
| Länge                 | 16,30 m                   |
| Spannweite            | 25,20 m                   |
| Höhe                  | 5,20 m                    |
| Leermasse             | 4.900 kg                  |
| Höchstgeschwindigkeit | 170 km/h                  |
| Triebwerke            | 2; je 500 PS (ca. 370 kW) |